# Nyírtass
Nyírtass község Szabolcs-Szatmár-Bereg vármegyében, a Kisvárdai járásban.

## Fekvése
A Nyírség középső-északi részén fekszik, Kisvárdától 12 kilométerre dél-délnyugati irányban. A közvetlen szomszédos települések: észak felől Ajak, északkelet felől Gyulaháza, kelet felől Nyírkarász, délkelet felől Petneháza, dél felől Laskod, délnyugat felől Ramocsaháza, nyugat felől Berkesz és Gégény, északnyugat felől pedig Pátroha.

### Megközelítése
Legfontosabb közúti megközelítési útvonala a 4-es főút, mely a belterületének északi széle közelében halad el. Dombrád felől a 3828-as úton érhető el, főutcája a főútból ennek folytatásaként kiágazó 41 103-as számú mellékút; Laskoddal egy számozatlan, alsóbbrendű út köti össze, és a határszélén délnyugaton elhalad még a 3837-es út is.
Vasútvonal nem érinti.

## Nevének eredete
A község nevét mind a néphagyomány, mind az írásos adatok szerint Tas honfoglaló vezérről kapta. Anonymus szerint Tas vezér „…a meghódolt nép kérelmére, vásárhelyet állítva a Nyír és a Tisza közt, mely vásárhelyre saját nevét adta, melyet máig is Tasvásárhelynek neveznek”.
A Nyír előtagot a község 1908. december 22-én vette fel. Erről az eseményről az említett napon felvett rendkívüli közgyűlés jegyzőkönyve ad számot: „Községi jegyző előterjeszti a vármegye alispánjának 23972/1908. számú rendeletével leküldött Szabolcs vármegye községei nevének törzskönyvezett jegyzékét – s ezzel egyidejűleg a Kisvárdai Járás Szolgabírói Hivatalának 7903 K/908 számú rendeletét, melyet ezen határozatából kifolyó intézkedések céljából adott ki.” A 76/1908. Képv. 2349 K. határozatból: „A Thass községnek Nyírtassra történő elnevezését a Képviselő-testület – bár fájdalommal – tudomásul veszi.”

## Története
Már 1200 körül jelentősebb település. A község királyi tulajdonban volt. V. István óta két kun vitéz, Iteg és György birtoka volt. Örökös nélküli haláluk után a szatmári ispán kapta ajándékba. Akkor lakatlan volt, de temploma a Szent Szűz tiszteletére építve már állott. Másik részében is kunok laktak, ők 1322-ben Magyar Pál gimesi várnagynak adták el birtokrészüket.
1416-ban Ólnodi Czudar Péter bán kapta meg a területet a királytól, így a 15. században a Czudar család tulajdona volt. A 15. század végén már a királyné birtoka volt, majd hosszú pereskedés után királyi adományként a Várdai/Kis-várdai/ családhoz jutott nagy része.
34 dézsmafizető jobbágyával (mintegy 171–180 fő) fontos helynek számított.
1611 után a két Várdai/Kis-várdai lány révén bedeghi Nyáry Pál és Melith Péter szerezte meg tulajdonul.
A 17. században a Serédyeknek, a Palaticzoknak kúriája is volt itt.
A század végén újabb osztozkodás révén a Drugeth, a Lónyay, a Zichy és az Esterházy család is birtokolt részeket az oppodiumnak (mezővárosnak) nevezett településből.
A 18. század elején a falu teljesen elnéptelenedett, tulajdonosai közbirtokosságot alkottak. Jósa István 1714-ben lengyeleket telepített be a faluba, amely ettől kezdve elvesztette mezővárosi jogállását.
A 19. század közepén 23 nemesi birtokosa és 1150 lakója volt. A falut 1835-ben földrengés pusztította el. Mai határába olvadt be a Köpetelke nevű birtok, melynek tulajdonosát 1324-ben a tassi határjáró oklevél már említi.
A 20. század elején 290 lakóháza és 2110 lakosa volt (csaknem annyi mint most). Nevezetesebb úrilakok 1800-as évek végéről: gróf Vay Tiboré, Jármy Andoré, Detrich Miklósé. Egy időben nagyközség volt.

## Közélete

### Polgármesterei
| Terminus  | Név            | Jelölő szervezet | Megjegyzés |
| --------- | -------------- | ---------------- | ---------- |
| 1990–1994 | Szemán Miklós  | független        |            |
| 1994–1998 | Magyar István  | független        |            |
| 1998–2002 | Papp László    | független        |            |
| 2002–2006 | Papp László    | független        |            |
| 2006–2010 | Papp László    | független        |            |
| 2010–2014 | Jenei Erzsébet | független        |            |
| 2014–2019 | Jenei Erzsébet | független        |            |
| 2019–2024 | Jenei Erzsébet | Fidesz-KDNP      |            |
| 2024–     | Jenei Erzsébet | Fidesz-KDNP      |            |

Érdekesség, hogy a településen az 1994. december 11-én megtartott polgármester-választáson kilenc jelölt indult a faluvezetői posztért. (Ennél több, 11 jelölt csak a szomszédos Pátroha polgármesteri címéért indult abban az évben.) A következő, 1998. október 18-án megtartott polgármester-választáson még több, tíz jelölt indult a polgármesteri posztért. (Ennél több, 12 jelöltre abban az évben az egész országban csak Hatvanban akadt példa.)

## Népesség
A település népességének változása:
| Lakosok száma | 2063 | 2050 | 2021 | 1942 | 1902 | 1863 | 1775 | 1794 | 1786 |
|               | 2013 | 2014 | 2015 | 2019 | 2020 | 2021 | 2022 | 2023 | 2024 |

2001-ben a település lakosságának 99%-a magyar, 1%-a cigány nemzetiségűnek vallotta magát.
A 2011-es népszámlálás során a lakosok 78,2%-a magyarnak, 2,3% cigánynak, 0,2% németnek, 0,2% ukránnak mondta magát (21,7% nem nyilatkozott; a kettős identitások miatt a végösszeg nagyobb lehet 100%-nál). A vallási megoszlás a következő volt: római katolikus 28,2%, református 20,5%, görögkatolikus 20,6%, felekezeten kívüli 1,7% (28,4% nem válaszolt).
2022-ben a lakosság 94,3%-a vallotta magát magyarnak, 2,9% cigánynak, 1% ukránnak, 0,3% ruszinnak, 0,1-0,1% lengyelnek, németnek, görögnek és románnak, 1,2% egyéb, nem hazai nemzetiségűnek (5,3% nem nyilatkozott; a kettős identitások miatt a végösszeg nagyobb lehet 100%-nál). Vallásuk szerint 21,5% volt római katolikus, 22,9% református, 18,3% görög katolikus, 0,8% egyéb keresztény, 0,2% evangélikus, 0,1% ortodox, 5,2% felekezeten kívüli (30,8% nem válaszolt).

## Nevezetességei
Nyírtass nevezetességei közé tartozik a római katolikus, a görögkatolikus és a református templom; az általános iskola épületével egybekötött kastély, a polgármesteri hivatal, és az ezredfordulón átadott park, Tas vezér turullal ékesített lovas szobrával.

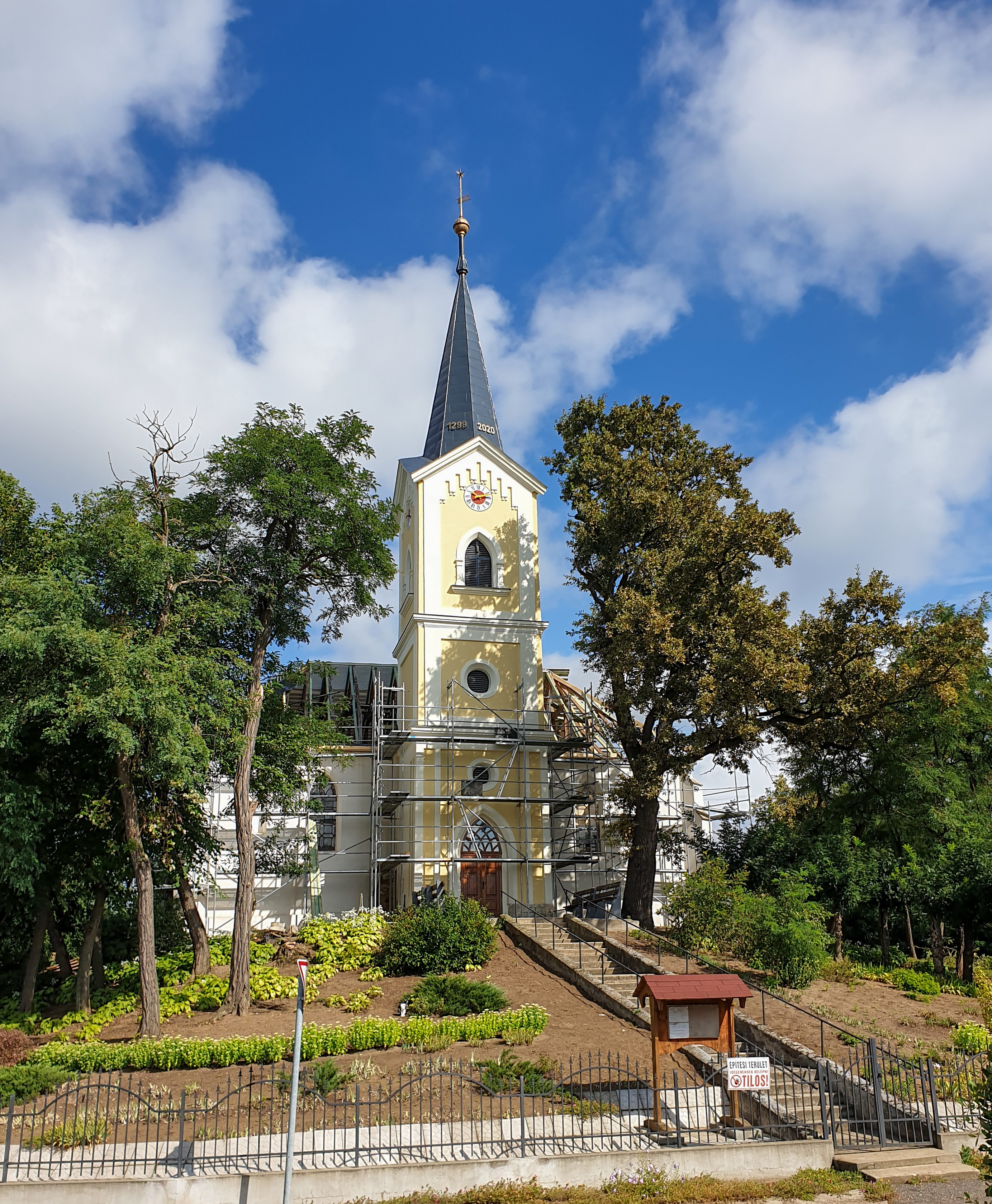
A református templom
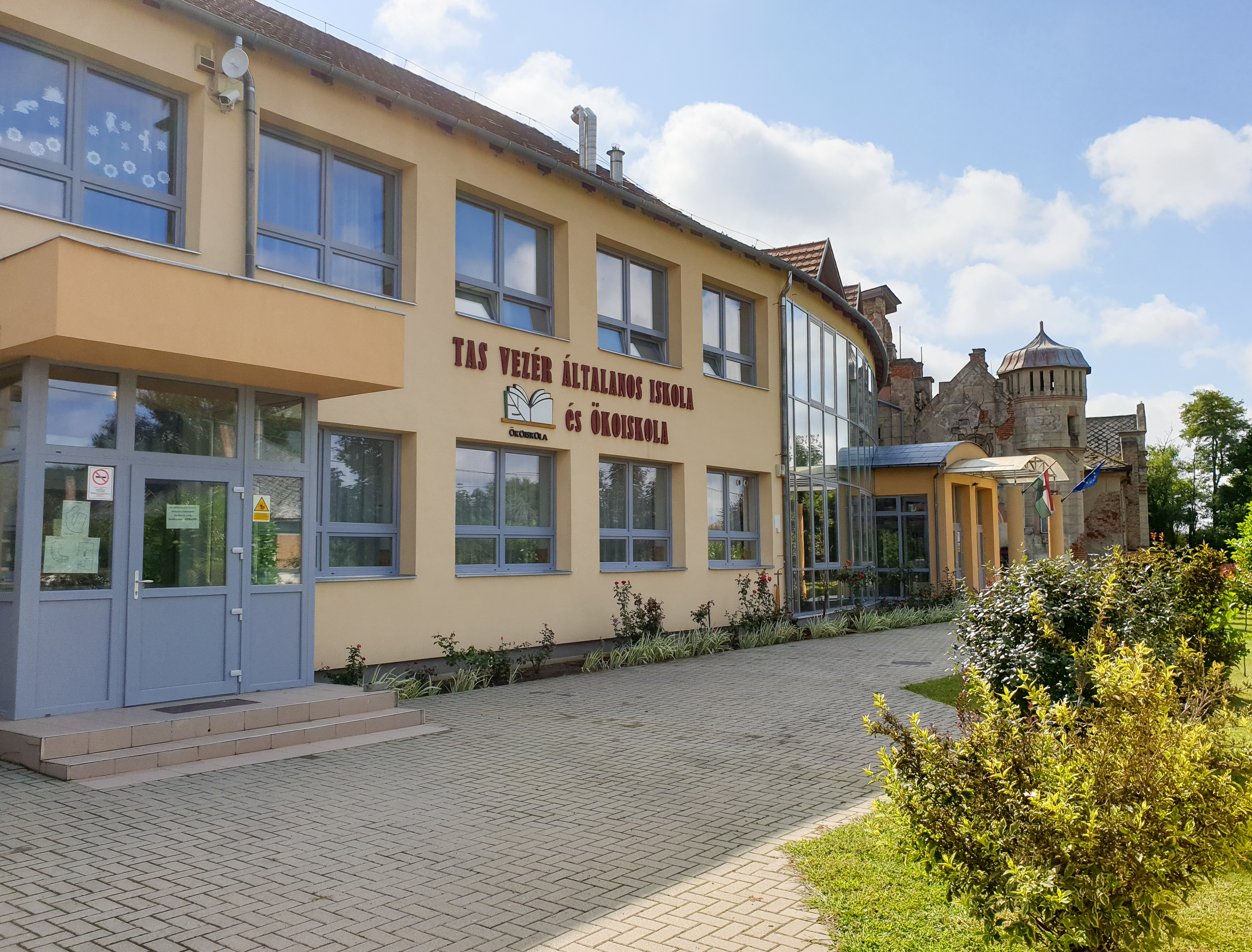
A Tas vezér általános iskola a kastéllyal

## Ismert személyek
- Itt született 1922. július 27-én Szilágyi Lajos magyar általános mérnök, építésügyi szakpolitikus, miniszterhelyettes.

## Zsidóság

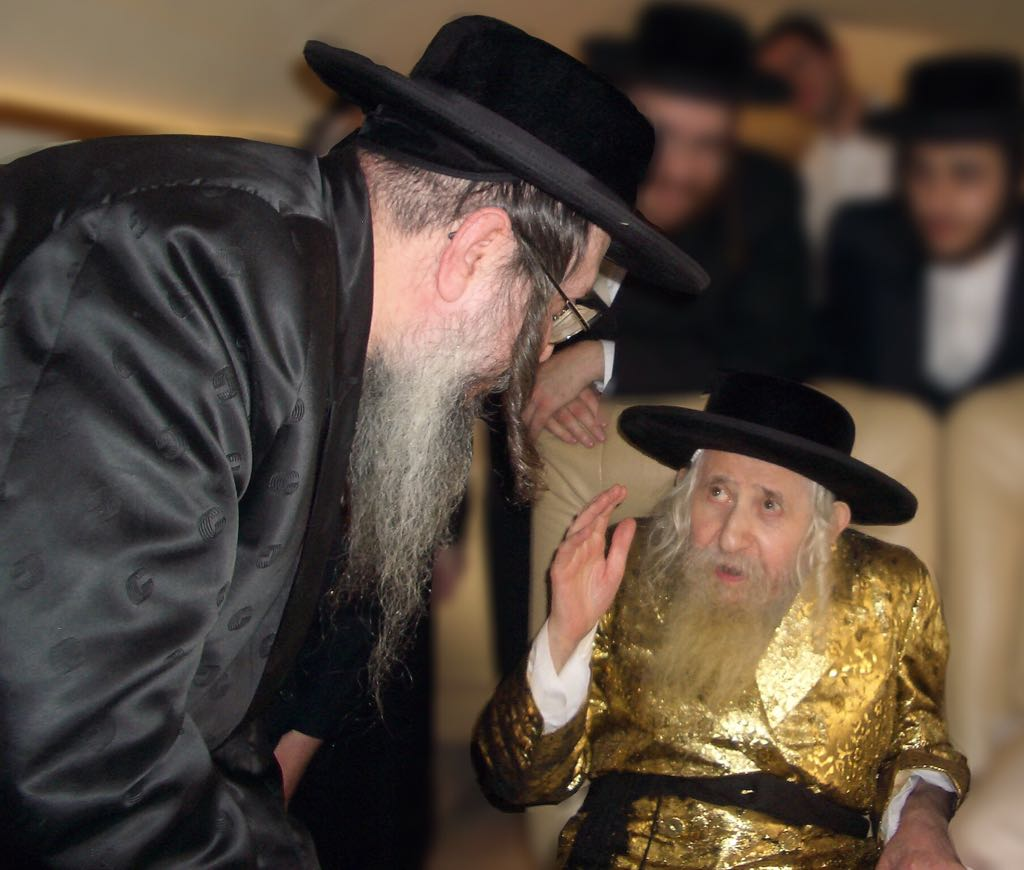
Meshulim Feish Segal Lowy II. rabbi

Valaha jelentős zsidó lakosság élt Nyírtasson, az utóbbi években pedig zarándokok sokasága érkezik ide a világ minden pontjáról, hogy emlékezzenek a haszid zsidó ősökre. A tervek szerint a zarándokok fogadására a Hácár Hákodes Tass Alapítvány egy folyamatosan üzemelő zarándokházat építtet föl a községbe érkezők számára a Bem utcában, a zsidó temető közelében.  Kanadában létezik egy Tosh nevezetű haszid település Montreal közelében (Tosch Nyírtass jiddis neve), amelyet a Nyírtassról elszármazott Meshulim Feish Segal Lowy II. (Lőwy Ferenc, 1921–2015) rabbi hozott létre, s ahol a nyírtassi csodarabbi leszármazottai és hívei élnek.